# Shimpei Fukuoka
Shimpei Fukuoka (født 27. juni 2000) er en japansk fodboldspiller, som spiller for den japanske fodboldklub Kyoto Sanga FC.